# Rótova
Rótova település Spanyolországban, Valencia tartományban. Rótova Ador, Alfauir, Almiserà, Llutxent és Palma de Gandía községekkel határos. Lakosainak száma 1271 fő (2024).

## Népesség
A település népessége az utóbbi években az alábbiak szerint változott:
| Lakosok száma | 1275 | 1277 | 1320 | 1335 | 1303 | 1262 | 1259 | 1294 | 1265 | 1271 |
|               | 2001 | 2004 | 2007 | 2009 | 2012 | 2014 | 2017 | 2019 | 2022 | 2024 |